# 第百七十六号哨戒特務艇
第百七十六号哨戒特務艇（だいひゃくななじゅうろくごうしょうかいとくむてい）は、日本海軍の未成特務艇（哨戒特務艇）。第一号型哨戒特務艇の70番艇。太平洋戦争後に掃海艦として就役したが、掃海作業中に遭難した。

## 艇歴
マル戦計画の特務艇、第2121号艦型の176番艇、仮称艦名第2296号艦として計画。1945年5月5日、第百七十六号哨戒特務艇と命名されて第一号型哨戒特務艇の70番艇に定められ、本籍を佐世保鎮守府と仮定。1945年5月31日、船体概成により徳島合同造船株式会社から呉海軍工廠へ引き渡し。
終戦時は呉で兵装艤装中。8月17日、工事中止が発令された。本艇は後述するとおり第二復員省の掃海艦となったが、工事を再開した建造所と竣工年月日は、いずれも不明。
1945年12月1日、第二復員省の開庁に伴い、佐世保地方復員局所管の掃海艦に定められ、同局掃海部佐世保支部所属と定められる。また、同日から艦名を哨特第百七十六号としている。
1946年4月18日、下関市吉見沖で掃海作業中、荒天に遭遇し擱坐した。同日、同じ場所で哨特第百三十七号も座礁し、こちらは同地で放棄されている。その後哨特第百七十六号は林兼重工業彦島造船所へ移送されたが、部品取りとして使用され行動を再開することは無かった。5月10日、佐世保支部から除かれ、呉地方復員局掃海部下関支部所属に改められる。
1946年6月15日、復員庁の開庁に伴い、所属を下関掃海部に改められる。8月20日、哨特第百七十六号は下関掃海部から削除され、掃海艦の定めを解かれた。
1947年2月1日、行動不能艦艇（特）に定められる。11月22日、在東京アメリカ極東海軍司令部から日本に対し、本艇の解体が指令された。